# Секта бога Кузи
«Се́кта бо́га Ку́зи» («кондра́ты») — незарегистрированная псевдоправославная религиозная группа деструктивной направленности, действующая в России (прежде всего в Москве) с конца 1990-х — начала 2000-х. Также определяется как псевдоправославная секта, псевдорелигиозная секта. 
Лидер — Андре́й Ю́рьевич Попо́в (род. 1977) («бог Кузя», «Кузьма Алексеев»), ранее также известный как «епископ Роман». 16 июля 2018 года признан судом виновным в мошенничестве и создании религиозной организации, посягающей на жизнь и здоровье граждан, и приговорён к пяти годам заключения в исправительной колонии общего режима.

## История
Про самого А. Ю. Попова достоверно известно мало. Обычно сообщается, что он 1977 года рождения, слабовидящий, хотя объявляет себя полностью слепым. Также известно, что он родился в Долгопрудном; в детстве мечтал о зверинце, имел попугая и краба. С родителями отношения были сложными (отца не было, а мать жестоко наказывала мальчика, стремясь таким образом закалить его дух и сделать из него мужчину), и мальчика воспитывали бабушка (развила интерес к религии и эзотерике) и дедушка. В 14 лет решил, что он бог. Также известно, что Попов был женат и имеет сына 1999-2000 г. р.
В то же время, на своём персональном сайте Попов представлен как «историк, философ, религиовед, психолог, поэт, писатель, член Союза писателей России, художник, член Союза художников, композитор, певец, биолог, человек энциклопедических знаний». Заявлено, что он окончил среднюю школу с золотой медалью, а в 1999 году окончил исторический факультет МГУ имени М. В. Ломоносова. Потом занимался преподавательской деятельностью. Сказано, что потеря зрения произошла в возрасте трёх месяцев после клинической смерти, которых он пережил две. Инвалид второй группы по зрению. С 1995 года является членом Всероссийского общества слепых. Также заявлено, что Попов был одарённым ребёнком, в три года знал наизусть произведения Уильяма Шекспира и сочинил первые стихи. В 12 лет получил первый разряд по шахматам. Сообщено, что Кузя является автором более 300 книг, более 40 книг стихов, более 800 музыкальных произведений, а также особо отмечено, что «во много раз больше надиктованного и ещё не изданного материала, тысячи картин, сотни музыкальных произведений». Заявляется, что Попов является талантливым художником, пишущим «картины „отпущенной рукой“: рука сама выбирает нужный цвет карандаша, и рисует то, что задано в названии картины». При этом отмечено, что «в символах закодирована информация о том, как называется картина, это монография на астральном языке». Особо подчёркивается, что Кузя обладает феноменальной памятью и внимательностью, которые продолжает всё время развивать, и может запомнить информацию на слух. Сообщается, что Попов имеет дар «точного предвидения событий, знает, почему конкретное событие произошло и что нужно для того, чтобы ситуация изменилась и впредь не повторилась». Также провозглашено, что Кузя «обладает феноменальным целительским даром и способен помочь на расстоянии, не видя человека, даже в самых безнадёжных ситуациях». Заявлено, что «практически всю жизнь он провёл в уединении» и это объясняется тем, что «у многих возникал соблазн использовать его как „карманного старца“». На сайте сообщено, что у Кузи «есть духовный сан, но он не признан официально». Также сообщено, что в марте 2009 года Попов был «награждён золотой Есенинской медалью „За верность традициям культуры и литературы“».

### Первые сообщения
По одним данным, секта бога Кузи возникла в конце 1990 — начале 2000 годов. По данным следствия, Андрей Попов создал в Москве секту «бога Кузи» в сентябре 2007 года.
Одним из первых известий о деятельности Андрея Попова стала дискуссия на форуме протодиакона Андрея Кураева в 2008 году, где обсуждался вопрос о неком «епископе Романе (Попове)».
Одни из первых выступлений Попова проходили в Почвенном институте до 2009 года. Его высказывания в качестве «владыки Романа» содержат элементы теории переселения душ и другие положения, оцениваемые рядом авторов как неправославные. Сам Кузя выдавал себя за «епископа Романа» и проводил службы в самодельном храме в частном доме в Лобне.
2 февраля 2009 года наместник Свято-Покровского монастыря архимандрит Антоний (Грибан) официально объявил, что «так называемый „владыка“ Роман (Попов) не является епископом Сарненской епархии Украинской православной церкви», как и «не является епископом РПЦ МП».
В дальнейшем Попов перестал представлять себя в качестве епископа и заявил, что он бог. Кузя писал, что имеет три природы: Бог — 82,5 % (Дух, Душа), человек — 2,5 % (тело, творческая энергия), любовь — 15 % (Богородица). Он также писал, что Христос — на 60 % Бог, а на 40 % — человек. Попов считает, что является воплощением следующих лиц: «души помощники, живущие в Кузе» — Иисус Христос (0,8 %), Богородица (0,8 %), Сергий Радонежский (0,4 %), архангел Гавриил (0,4 %), Иоанн Креститель (0,4 %), пророк Илия (0,4 %), пророк Моисей (0,4 %), Е. П. Блаватская (0,4 %); «остальные (второстепенные)» — Иосиф Обручник, пророк Иезекииль, Авраам, Соломон, Адам, святой князь Владимир, Николай Угодник, великомученица Екатерина, цесаревич Алексий, Гай Юлий Цезарь, М. В. Ломоносов, М. Ю. Лермонтов, Шива, Е. И. Рерих. В одном из своих выступлений Попов заявил, что «Я был Богом, который создал Христа. В восемь раз больше, чем Христос, я уже сделал».
Кузя — имя, которым он разрешает себя называть, приписывается когда-то жившему у него попугаю. Согласно другому мнению, Попов переименовал себя таким образом в честь лидера движения мордовских язычников к. XVIII — нач. XIX вв. Кузьмы Алексеева, известного под прозвищем Кузька — мордовский бог. Собрания последователей Попова в дальнейшем стали проходить в Большом Кондратьевском переулке, откуда возникло их второе название — «кондраты».
Известно, что Попов на 2010 год издавал книги, организовывал встречи и выставки, в частности, в Твери.

### Внутренняя иерархия
Попов разделил своих последователей на шесть категорий-кругов. Первый круг занимали две жены Попова (Екатерина Грехова и Жанна Фролушкина; по другим данным их у него четыре). Во втором круге находится главная помощница — «воскресник». Третий круг — особо приближённые последователи, которые называются «воскресниками», или «апостолами». Женщины из этого круга входят в гарем Кузи. В четвёртый круг входят уже простые последователи, работающие на православных выставках, которых Попов называет «субботники». Женщины из этого круга являются кандидатами в гарем. Пятый круг отведён для людей, которые ещё не знают о божественности Кузи. К шестому кругу Попов относит тех людей, кто узнал его, но отверг. Их он называет «демонами», или «овощами» и «огурцами». В шестую категорию часто попадают родственники адептов — мужья, жёны, дети, родители.
Большинство членов секты бога Кузи составляют «воскресники» и «субботники», где последние должны строго подчиняться и беспрекословно слушаться первых. Это находит своё отражение во внутреннем правиле — «Кому воскресник не отец, тому Кузя не мать». Попов держит последователей довольно жёсткой дисциплиной, им внушается вина в собственных болезнях. Сам Кузя мог вести себя с последователями грубо, что объяснялось стремлением воспитать в них смирение. Попов склоняет всех своих последователей на развод с мужьями (жёнами), призывает прекратить отношения со стариками-родителями, а детей отдать на воспитание бабушкам или в интернат. Это объясняется тем, что родственников Попов считает «демонами», которые «должны быть в аду». Согласно Попову, родственников нужно заставлять переписывать на себя имущество и обманывать любыми способами. Он считает, что родственников поэтому «можно обманывать, и Господь вас за это не накажет». Также Кузя считает, что их можно уничтожать физически. Известно, что в секте бога Кузи очень одобрительно относились к смерти «демонов», что выражалось во всеобщих восторженных возгласах и аплодисментах.
Попов внушает своим последователям на собраниях, что только благодаря его молитвам и целенаправленным исцелениям они все ещё живы: «Я могу смерти желать человеку. Лютой смерти желать человеку я могу. И не только ненавидеть и желать лютой смерти. Я могу как бог эту смерть просто сделать». Он заявляет, что способен «убрать» с помощью мистической кары, которую называет «шарьком». Отсюда выражение «бросить шарёк» означает на внутреннем жаргоне — навредить, наказать, «навести порчу».
Члены секты бога Кузи подарили Попову на Новый год два миллиона на покупку животных.
Особое место в секте бога Кузи занимают собрания для разбора частной жизни кого-либо из её членов, которые называются «выдры». Выдры имеют большой спрос среди адептов, поскольку они хотят, чтобы их обсуждали, хотя за это необходимо заплатить тысячу рублей. Кузя внушает своим последователям, что с помощью такого коллективного обсуждения происходит «очищение». На выдрах тот, чья частная жизнь разбирается, обязан отвечать на любые вопросы, включая его личную, интимную, духовную и профессиональную жизнь, состояние его финансов, наличие движимого и недвижимого имущества. Особо пристальное внимание уделяется взаимоотношениям с мужем (женой), детьми и родителями. Последователь Кузи обязан рассказать причины, по которым между ним и супругой (супругом) могут возникнуть ссоры. Подытоживая, Кузя делает всегда один и тот же вывод: «Ты же видишь, что вы совершенно чужие люди, как ты с ним (с ней) живёшь?». Это влияет на предстоящий развод. Во время проведения «выдр» Попов использует слова сниженной лексики, нецензурную брань и запугивания: «Я не дурак! Поняли все? Твари! Сидеть! Я не дурак! Заблуждаетесь, собаки! Я вам никогда не поверю! Я вас насквозь вижу. Рабы проклятые! Проститутки мужского и женского пола! … Хватит мне терпеть вас тут, придурков! Теперь будете делать, как я скажу!».
В секте бога Кузи имели место избиения членов до чёрных кровоподтёков плетью и ремнём по спине (до 300 ударов) и по лицу (до 100 ударов). Одна из потерпевших получила более 150 ударов палкой по голове и телу. В общей сложности различными предметами (кожаный ремень, палка, плётка, резиновый шлепанец) могло наноситься от 100 до 1200 ударов. Избиения проводились за общение с посторонними, принятие лекарства и звонок родственникам. В феврале 2013 года были избиты 22 человека. Во время одного из таких избиений Попов заявлял провинившейся последовательнице: «Почему я тебе так безразличен, ну-ка отвечай. У него такая кровь будет, увидишь ещё. Я не дурак, поняли все, твари» 1 февраля 2013 года, во время троекратного коллективного избиения плетью члена секты Виктора, Кузя похвалил его за то, что тот не издал ни одного звука, словами «Класс, класс!», а в ответ на извинения адепта за то, что ему «сейчас немножко дурно станет», Попов заявил, что «ты не виноват, что у тебя тело не выдерживает» и «ты как раз терпел хорошо».
В одном из своих выступлений Кузя заявлял:

«<…>Надо почаще напоминать, кто я есть на самом деле. Может быть, тогда будет эффект. Я же судия. Все остальное — второе: учитель там, господь. Это всё потом… Я на эту планету пришёл не для того, чтобы просто любить и страдать. Понимаете? Это не вариант Христа. Это мой вариант, намного сильнее и намного круче! Я пришёл судить! У меня миссия такая».
Попов считал, что аборт может быть разрешён, поскольку находящийся в утробе ребёнок в прошлой жизни сам был убийцей.

### Конфликт по поводу участия в православных выставках
Широкое внимание СМИ данная община привлекла после публикации в апреле 2013 года разъяснения Отдела по взаимоотношениям Церкви и общества Русской православной церкви. Некоторые публицисты связали появление этого заявления с запросом депутата Ярослава Нилова, направленным по поводу подобных ярмарок в конце марта. В свою очередь религиовед Б. К. Кнорре отмечает, что данному запросу предшествовало то, что ещё в марте члены организации «Божья воля» Д. С. Цорионова (Дмитрия Энтео) на одной из православных ярмарок провели рейд по выявлению адептов секты бога Кузи. При этом Кнорре указал на то, что «в данном случае инициативу по упорядочиванию регламента и состава православных ярмарок проявила именно Госдума, а не священноначалие».
В сообщении ОВЦО говорится, что организацией подобных выставок занимаются светские выставочные компании, к которым Московская Патриархия не имеет никакого отношения.

«Число экспонентов — представителей Русской Православной Церкви на этих выставках также неуклонно снижается и составляет, как правило, не более 30 % от общего числа участников <…> На подобных мероприятиях часто продаются товары широкого потребления, при этом довольно низкого качества. Но гораздо большее беспокойство вызывает тот факт, что данные выставки стали излюбленным местом деятельности околоправославных сект, и в частности, так называемой секты „бога Кузи“».

Далее без ссылки на источник сообщается имя и год рождения основателя движения и констатируется:

Секта «бога Кузи» носит явно деструктивный характер, что подтверждается многочисленными свидетельствами её бывших адептов. Как и в большинстве тоталитарных сект, в ней активно применяются методы физического и психического воздействия на человека, вплоть до угроз и избиений.
Основной доход секте приносит участие её членов на «православных выставках». Выдавая себя за представителей, как правило, малоизвестного храма или монастыря, адепты секты предлагают людям заказывать всевозможные молебны и требы. По имеющимся данным, на одной только выставке секте может принадлежать от 30 до 40 стендов, что в итоге приносит огромный доход руководству секты. При этом в реальности никто молебны и требы не совершает, а все деньги себе забирает Попов. Более того, на подобных выставках под предлогом помощи какому-нибудь храму людей вербуют в секту

В той же публикации сообщается, что это заставило Московскую Патриархию существенно ужесточить требования к проведению православных выставок: «создана Комиссия по координации выставочной деятельности Русской Православной Церкви; разработано Положение о выставочной деятельности Русской Православной Церкви, утверждённое Высшим Церковным Советом; сформулированы условия, при которых выставочное мероприятие может именоваться православным; разрабатываются Требования к организаторам и участникам православных выставочных мероприятий»
Некоторые публицисты выступают с других позиций, критикуя вмешательство в религиозные споры в связи с обсуждением закона об оскорблении чувств верующих.

### Проблемы с законом
8 мая 2014 года дознавателями ГУ МВД России по Москве в ходе расследования уголовного дела о нанесении побоев в помещениях организации на Краснопролетарской улице и в Большом Кондратьевском переулке были проведены обыски. В результате найдено два десятка коробок с тысячными и пятитысячными банкнотами общей суммой 219 млн рублей (по другим данным — 240 млн), и 150 тыс. долларов, поддельные печати реальных религиозных организаций, религиозная литература, свыше 50 видов редких животных (среди них — австралийская ехидна, крокодил Тоша, игуана Гуня, варан, броненосец; животные позднее были переданы в Московский зоопарк), а также фото- и видеоматериалы, которые правоохранительные органы отнесли к разряду детской порнографии. Согласно информации дознавателей, в помещениях проводились мероприятия, направленные на «завладение денежными средствами граждан путём обмана и злоупотребления доверием». Потерпевшие располагают документальными материалами (более сотни аудиозаписей и более 150 книг Попова) и свидетельскими показаниями. В период с 2007 года по 2015 год посредством обмана и запугивания у 15 потерпевших было похищено 7 млн. 385 тысяч рублей.
16 мая 2014 уголовное дело, возбуждённое УВД по Центральному административному округу Москвы по статье 116 УК РФ («побои») против секты бога Кузи, было передано в управление дознания ГУ МВД по Москве, где осуществляются следственно-оперативные мероприятия, включая допросы членов. 22 мая Попов был доставлен в отделение полиции г. Москвы, но воспользовался конституционным правом отказа от дачи показаний.
10 сентября 2015 года организатор секты «бог Кузя» и ряд его ближайших помощников был задержан, по статье 159 УК РФ («мошенничество»). В ходе обысков у подозреваемых было изъято более 43 млн рублей и свыше 100 тыс. долларов США, а также редкие животные и детская порнография. 11 сентября Таганский районный суд Москвы принял решение об аресте Попова и предполагаемого главного бухгалтера секты Галины Маркевич. Оба арестованных отказались от дачи показаний, сославшись на 51 статью Конституции РФ, однако посетившим его журналистам Попов заявил, что «он больше не бог и именует теперь себя домашним Мамашником».
17 сентября 2015 следователь УВД по Центральному административному округу Москвы в рамках расследования уголовного дела по ст. 159 УК РФ (мошенничество) допросил и затем предъявил обвинение 49-летней жительнице Москвы Жанне Фролушкиной, являющейся официальной женой и доверенным лицом Попова, а также по документам владельцем квартиры.. 19 октября Таганский районный суд принял решение о её заключении под стражу.
29 октября 2015 Московский городской суд признал законным решение Таганского районного суда о заключении под стражу Попова и Маркевич.
2 ноября 2015 года следователем УВД по Центральному административному округу Москвы против Попова было возбуждено ещё одно уголовного дела по статье 239 УК РФ («создание некоммерческой организации, посягающей на личность и права граждан»).
6 ноября 2015 Таганский районный суд Москвы продлил заключение под стражу Попову, а также его последовательницам — Надежде Розановой (бывший советник генерального директора Центра международной торговли Москвы), Галине Маркевич и Жанне Фролушкиной, до 11 января 2016 года.
30 декабря 2015 года Тверской суд Москвы принял решение о продлении заключения под стражу для Попова до 11 марта 2016 года. 11 февраля 2016 года Московский городской суд поддержал решение нижестоящего суда о продлении заключения под стражу Попова до 11 марта 2016 года. 9 марта 2016 года Тверской суд Москвы продлил заключение под стражу для Попова до 11 июня. 7 июня 2016 года Тверской суд Москвы продлил заключение под стражу для Попова до 10 сентября. 8 сентября 2016 года Московский городской суд продлил до 11 декабря 2016 года срок заключения под стражу Попова, Розановой и Маркевич. 19 сентября 2016 года официальный представитель МВД России И. В. Волк сообщила о завершении расследования уголовного дела. 11 декабря суд продлил срок заключения под стражу до 11 марта 2017 года. 9 марта суд продили срок заключения под стражу до июня 2017 года. 9 июня 2017 Московский городской суд оставил Попова под стражей до сентября 2017. 8 сентября 2017 года Московский городской суд продлил сроки содержания под стражей Попова, Маркевич и Фролушкиной до 11 декабря 2017 года. 18 декабря сроки содержания под стражей были продлены до 28 мая 2018 года. 11 января 2018 года суд прекратил «уголовное дело в части обвинения Фролушкиной Ж. В., Маркевич Г. М., Розановой Н. А., Розановой М. В., Греховой Е. И. в совершении преступления предусмотренного ч. 3 ст. 239 УК РФ, в связи с истечением сроков давности уголовного преследования», однако в отношении самого Попова данные обвинения не были сняты; кроме того он а также другие три человека, рассматривающиеся как его соучастники, обвиняются по статье 159 УК РФ.
16 июля 2018 года Пресненский районный суд Москвы приговорил Попова к пяти годам лишения свободы в исправительной колонии общего режима за "создание религиозного объединения, деятельность которого сопряжена с насилием над гражданами или иным причинением вреда их здоровью (ч. 1 ст. 239 УК РФ) и двух случаев «мошенничества, то есть хищении чужого имущества путём обмана или злоупотребления доверием в составе организованной группы в особо крупном размере» (ч. 4 ст. 159 УК РФ). Было установлено, что в сентябре 2007 года Попов, занимался обманом граждан, путём провозглашения себя иеромонахом и позднее «богом Кузей», провозглашая, что наделён «божественным знанием и силой», и созданием и руководством, в корыстных целях, на территории Москвы религиозного объединения со строгой иерархической системой. Он лично занимался отбором своих последователей, которые затем принимали участие во внутренних мероприятиях и обрядах, сопоовождавшихся применением психологического и физического насилия над другими членами. Для удовлетворения собственных потребностей Попов занимался сбором денежных сумм от 100 до 500 рублей. Кроме того судом было установлено, что подсудимые, под предлогом покупки предметов культа и религиозной атрибутики, совершения религиозных обрядов и молебнов, приобретения литературы и строительства культового сооружения, похитили денежные средства граждан в совокупном размере 7 млн 385 тыс. рублей.
26 ноября 2018 года «богу Кузе» пересчитали срок, а его подельницу Галину Маркевич освободили в зале суда. Как сказано в документе, «в срок наказания осуждённым Попову, Фролушкиной, Розановой и Маркевич зачтено время нахождения под стражей до вступления приговора в законную силу из расчёта день под арестом за полтора в колонии общего режима. Осуждённая Маркевич освобождена от наказания за его отбытием». В остальном приговор остался без изменений, апелляционные жалобы, которые подавали адвокаты осуждённых, суд оставил без удовлетворения. Надежда Розанова освободилась через 10 дней, Жанна Фролушкина — через 1,5 месяца, а Андрей Попов — в феврале-марте 2019 года.
17 января 2020 года Тверской суд Москвы арестовал до 2 марта заслуженную артистку России скрипачку Анастасию Чеботареву по делу о хищении в составе секты «бога Кузи».
Чеботарева находилась в федеральном розыске. О задержании семерых подозреваемых МВД сообщило утром. Они, по данным следствия, с 2007 по 2015 год похитили в общей сложности «свыше 15 миллионов рублей у 15 потерпевших».
17 августа 2020 года Тушинский суд Москвы приговорил к шести годам колонии общего режима Юрия Цукермана, которого называют одним из лидеров секты Андрея Попова, известного как «бог Кузя».
Он признан виновным в хищении 215 млн рублей, которые у секты изъяли как вещественное доказательство и которые находились на хранении. Суд и следствие установили, что он изготовил поддельные документы, на основании которых в 2016 году суд взыскал эту сумму в его пользу по ранее возбужденному уголовному делу.
Цукермана задержали в январе 2018 года. Тогда в МВД заявили, что на его счетах нашли и заблокировали больше 85 млн рублей из похищенного.
11 декабря 2020 года вышестоящая инстанция отклонила апелляционную жалобу осужденного на шесть лет колонии Юрия Цукермана.

## Оценки

### Нейтральные
Историк и религиовед А. В. Муравьёв считает, что Кузя «создал типичную коммерческую православную группу». Также он отмечает, что «тут есть и религиозная составляющая, отсылающая к истории русского эсхатологического сектантства». Такой вывод Муравьёв делает обращая внимание на то, что проповеди последовательниц Попова содержат «эсхатологические ноты вполне конкретного рода». В качестве примера он приводит следующее высказывание: «…будто восемь Христов ходит по земле, возлагают руки и исцеляют душу и тело. Выставки как источник помощи — единственный способ связаться с Богом (!) Владыке необязательно знать имена всех, кто заказывает молебны, он просто посылает им импульсы любви, и эта любовь помогает людям — изменяет и очищает. Уже сейчас совершаются чудеса, превосходящие Евангелие. А что будет через 10 лет?». Исходя из всего этого Муравьёв делает вывод, что «эта экзотика — никакая не западная, не занесённая коварными миссионерами», поскольку данное явление — «обычный мир русского сектантства, вроде скопцов, прыгунов, эсхатологических бегунов и других». Также Муравьёв замечает, что «перед нами — коммерческая история, слегка подёрнутая флёром религии». Он высказывает мнение, что община «Владык[и] Роман[а], он же старец, он же Кузя-бог» не является деструктивной сектой, поскольку эта секта «самая обычная народно-православная».
Религиовед Б. К. Кнорре отмечает, что данное сообщество поклонников Попова является «доморощенной сектой, объединённой вокруг целителя-харизматика».

### Отрицательные
Доктор юридических наук, профессор кафедры правового обеспечения государственной и муниципальной службы РАНХиГС И. В. Понкин, исследовав публикации Попова («Духовные принципы жизни нашей». Части 1 и 2, «Эхо вечных словес», «Бог и человек», «Верую»), которые распространяются его последователями, пришёл к следующему заключению:

Детальный анализ изданий выступлений Романа (Попова), включая сборники его кратких изречений и стихотворений, позволяет выявить содержание, суть вероучения Романа (Попова). Это вероучение никакого отношения к православному христианству не имеет и скомпилировано из религиозных положений индуизма, пантеизма, иных направлений язычества, элементов религиозного оккультизма в стиле оккультно-религиозной «эниологии» (концепция души, «энергетических полей» и множественности «духовных тел» человека, блок высказываний об «энергетизме»), а также весьма странных суеверий. Всё это Роман (Попов) стремится подверстать под православие, облекая в соответствующие формулировки, не препятствующие, вместе с тем, выявлению и чёткой фиксации указанных элементов оккультно-религиозных и языческих вероучений, не только не имеющих никакого отношения к православному христианству, но и прямо противоречащих ему. <…> По большей части брошюры Романа (Попова) заполнены его дешёвым, вульгарно гипертрофированным морализаторством — в стиле чего-то среднего между Сёко Асахарой, Сандеем Аделаджей и Порфирием Ивановым, зачастую бредового характера <…> Представляется важным также отметить следующую особенность содержания и направленности пропагандистской деятельности Романа (Попова) — её преимущественную ориентированность именно на женскую аудиторию (что роднит религиозную группу последователей Романа (Попова) с сектой «Брахма Кумарис»). Исследование аудиовизуальных материалов — записей выступлений «епископа» Романа (Попова) и его печатных изданий позволило выявить очевидные факты использования методик и средств манипуляции сознанием слушателей и читателей. Более детальное исследование этого вопроса должно быть проведено комиссионно.
Вывод: Содержание и направленность пропагандистской деятельности лица, именующего себя Романом (Поповым) и выдающего себя (выдаваемого его последователями) за епископа Русской Православной Церкви, носят оккультно-религиозный характер. Имеются необходимые и достаточные основания отнести религиозную группу последователей «епископа» Романа (Попова) к числу оцениваемых специалистами как оккультно-религиозные секты.

Научный сотрудник Института психологии РАН Р. А. Прокопишин считает, что

Попов — не сумасшедший, он мошенник, который прекрасно отдаёт отчёт в своих действиях. Нарцисс, которому плевать на людей, который глумится и над ними и над их верой. Образ бога — это роль, к которой он шёл от простого церковного служки, поняв, что на религии можно зарабатывать деньги. Но в самом начале он даже не загадывал так далеко. Путь от мелкого мошенника до властного садиста он прошёл именно в виду безнаказанности. Органы не любят иметь дело с сектами. Статью мошенничество очень сложно доказывать, под экстремизм ещё труднее дотянуть. Добровольные избиения не считаются. Есть ещё 239-я статья за создание организации, посягающей на личность и права граждан, но по ней с начала 90-х тоже всего 6 приговоров. Хотя на самом деле всё возможно, было бы желание. Ничего не мешает органам открыть дело по хулиганке и начать шевелиться. Притом, я полагаю, что за харизматичным лидером, как обычно, стоит группа единомышленников, которая раскручивает его как бренд. Среди них есть и сумасшедшие, есть и люди с точным расчётом. Не исключено, что и люди, во власти которых оберегать этот бизнес от всех проблем с законом.

23 мая 2014 года в передаче «Человек и закон» Попова-«Кузю» сравнили с основателем известной по зариновой атаке в токийском метро секты Аум синрикё — Сёко Асахарой.

## Уточнения
1. ↑  Якобы с 2004 года.
2. ↑  Животные, находящиеся под угрозой исчезновения и попадающие под действие Конвенции о международной торговле видами дикой фауны и флоры, находящимися под угрозой исчезновения.